# (17412) Kroll
(17412) Kroll ist ein Asteroid des Hauptgürtels, der am 24. Mai 1988 vom deutschen Astronomen Werner Landgraf am La-Silla-Observatorium (IAU-Code 809) der Europäischen Südsternwarte (ESO) in Chile entdeckt wurde.
Benannt wurde der Asteroid am 9. März 2001 nach dem deutschen Astrophysiker Reinhold Kroll (1955–2010), der am Instituto de Astrofísica de Canarias (IAC) entscheidende Grundlagen zum Verständnis der CP-Sterne erarbeitete und maßgeblich zur Einrichtung des Gregory-Coudé-Sonnenteleskops GCT am Observatorio del Teide auf Teneriffa beitrug.